# It's Just a Game
 (novembre 2021).
Si vous disposez d'ouvrages ou d'articles de référence ou si vous connaissez des sites web de qualité traitant du thème abordé ici, merci de compléter l'article en donnant les références utiles à sa vérifiabilité et en les liant à la section « Notes et références ».
Chansons représentant la Norvège au Concours Eurovision de la chanson
Småting
(1972) The First Day of Love
(1974)
It's Just a Game (en français, C'est juste un jeu) est la chanson représentant la Norvège au Concours Eurovision de la chanson 1973. Elle est interprétée par les Bendik Singers.

## Eurovision
La chanson de la Norvège pour le Concours Eurovision est choisie lors du Melodi Grand Prix, un concours faisant l'objet d'une émission de la NRK qui en présente cinq. Å for et Spill, uniquement en norvégien, interprétée par les Bendik Singers , remporte ce concours. Avec l'introduction de la règle de la langue libre en 1973, la Norvège est l'un des trois pays (avec la Finlande et la Suède) qui saisit l'occasion de traduire sa chanson avant le Concours Eurovision. Elle fait appel à Robert « Bob » Williams, un Américain qui travaille comme producteur pour la NRK depuis plusieurs années.
La chanson est écrite principalement en anglais et français avec quelques paroles des autres pays participants : espagnol, italien, néerlandais, allemand, irlandais, serbo-croate, hébreu, finnois, suédois et norvégien. C'est la seule chanson, en plus de Ceol an Ghrá, la chanson représentant l'Irlande au Concours Eurovision de la chanson 1972, à présenter la langue irlandaise.
Le sujet de la chanson est la séduction d'une femme.
La chanson est la cinquième de la soirée, suivant Junger Tag interprétée par Gitte pour l'Allemagne et précédant Un train qui part interprétée par Marie pour Monaco.
À la fin des votes, elle obtient 89 points et finit septième des dix-sept participants.

### Points attribués au Norvège
| 10 points                      | 9 points | 8 points                                   | 7 points                       | 6 points                                     |
| ------------------------------ | -------- | ------------------------------------------ | ------------------------------ | -------------------------------------------- |
|                                | - Israël | - Finlande                                 | - Luxembourg - Monaco - Suisse | - Allemagne - Espagne - France - Yougoslavie |
| 5 points                       | 4 points | 3 points                                   | 2 points                       | 1 point                                      |
| - Belgique - Italie - Portugal |          | - Irlande - Pays-Bas - Royaume-Uni - Suède |                                |                                              |